# Eugeniusz Barczyński
Eugeniusz Barczyński (ur. 27 listopada 1936 w Kurówku) – polski działacz partyjny i państwowy, były I sekretarz KP PZPR w Sycowie i Jaworze, w latach 1984–1990 przewodniczący Prezydium Wojewódzkiej Rady Narodowej w Legnicy.

## Życiorys
Syn Antoniego i Marii. W 1956 wstąpił do Polskiej Zjednoczonej Partii Robotniczej. Działał w Komitecie Powiatowym w Sycowie kolejno jako instruktor, kierownik Powiatowego Ośrodka Propagandy Partyjnej, sekretarz i od 1966 do 1971 I sekretarz. W latach 1971–1974 kształcił się w Wyższej Szkole Partyjnej KPZR, następnie do maja 1975 był I sekretarzem Komitetu Powiatowego w Jaworze. Od 1975 kierował Wojewódzkim Ośrodkiem Kształcenia Ideologicznego Komitetu Wojewódzkiego PZPR w Legnicy, następnie od 1979 do 1984 (z przerwą) Wojewódzką Komisją Kontroli Partyjnej. Przez krótki czas pozostawał też członkiem egzekutywy (1979–1981) oraz sekretarzem KW PZPR (1980–1981). Zasiadał w Wojewódzkiej Radzie Narodowej w Legnicy, ok. roku 1984 objął fotel przewodniczącego jej Prezydium. Zajmował to stanowisko do 1990. Był także przewodniczącym Wojewódzkiej Rady Przyjaciół Harcerstwa.